# Alan Fisler
Alan Fisler, auch als Allan Fisher geführt, ist ein US-amerikanischer ehemaliger Schauspieler und heutiger Nachtclubbesitzer und Drehbuchautor.

## Leben
Fisler wirkte in den 1980er Jahren in einigen Filmen als Schauspieler mit. So hatte er 1986 eine Hauptrolle in Killing Eyes sowie eine Hauptrolle in Die Schwestern von der Samenbank im Jahr 1987. Im selben Jahr hatte er Nebenrollen in den Spielfilmen Zombie Nightmare und Student Affairs. Zwei Jahre später folgte eine Rolle in Enrapture, 1990 eine weitere Besetzung in New York’s Finest.
Fisler ist Besitzer eines Nachtclubs in New York City.

## Filmografie
- 1986: Killing Eyes
- 1987: Die Schwestern von der Samenbank (Young Nurses in Love)
- 1987: Zombie Nightmare
- 1987: Student Affairs
- 1989: Enrapture
- 1990: New York’s Finest